# ارتوس ۱۲۱۵۲
سیارک ۱۲۱۵۲ (به انگلیسی: 12152 Aratus، نامگذاری:1287T-1)۱۲۱۵۲مین سیارک کشف شده‌است که در ۲۵ مارس ۱۹۷۱ کشف شد.